# Troglavi nadlaktični mišić
Troglavi nadlaktični mišić (lat. musculus triceps brachii) je mišić stražnje strane nadlaktice. Mišić inervira lat. nervus radialis.

## Polaziše i hvatište
Mišić prolazi s tri glave. Najduža polazi s lopatice, a s ostale dvije s nadlaktične kosti. Mišić se hvata s tetivom na lakatni vrh (grč. olecranon) lakatne kosti.